# Анатолийский университет
Анатолийский университет (тур. Anadolu Üniversitesi) — государственный университет в Эскишехире (Турция), самый крупный в стране и четвёртый по числу студентов в мире.
Основан в 1982 году путём слияния 4 существовавших в городе высших учебных заведений: экономического, архитектурно-строительного, педагогического и медицинского. 
В самом университете годом его основания считается 1958 год, когда был учреждён старейший из этих четырёх институтов — Академия экономики и коммерческих наук.

## Кампус
Большинство факультетов и школ Анатолийского университета работают в кампусе Юнусемре в центре города Эскишехир. В кампусе находятся студенческое общежитие, госпиталь и большинство административных зданий.
В кампусе Ыкиэйлул за пределами города Эскишехир находятся школа физического воспитания и спорта, факультет строительства и архитектуры, училище гражданской авиации.
Для обслуживания дистанционного обучения студентов в Университете работают 88 административных центров, многие из которых осуществляют академические консультации и вечерние занятия.

## Институты
В составе университета институты:
- Институт педагогических наук
- Институт науки и технологии
- Институт изобразительных искусств
- Институт связи
- Институт наук о здоровье
- Институт социальных наук
- Институт транспортных исследований
- Институт космических исследований

## В состав университета входят факультеты
- Дистанционного образования
- Факультет фармацевтики
- Гуманитарный факультет
- Факультет изобразительных искусств
- Факультет права
- Факультет экономики и административных наук
- Факультет экономики
- Факультет коммуникационных наук
- Факультет делового администрирования
- Инженерный факультет
- Факультет архитектуры и дизайна
- Факультет бизнеса
- Факультет образования

## Школы
В состав университета входят школы:
- Школа физического воспитания и спорта
- Школа музыки и драмы
- Школа промышленных искусств
- Школа для инвалидов
- Школа туризма и гостиничного менеджмента
- Школа иностранных языков
- Государственная Консерватория

## ПТУ
Начальное профессиональное образование осуществляется в училищах университета:
- Эскишехир
- Бозююк
- Биледжик
- Порсук